# Sergio González Martínez
Sergio González Martínez (nascut el 14 de maig de 1997) és un futbolista murcià que juga com a defensa central al Burgos CF.

## Carrera de club
Nascut a Cartagena, Múrcia, González es va formar com a juvenil al Cádiz CF. Va fer el seu debut com a sènior amb el filial el 17 de maig de 2015, començant com a titular en una derrota per 2-3 a casa contra el CD Mairena a Tercera Divisió.
González va fer el seu debut amb el primer equip el 15 de maig de 2016, començant com a titular en una victòria fora de casa per 1-0 contra el Real Jaén a Segona Divisió B. El seu debut professional va tenir lloc l'11 de gener de 2018 quan va començar amb una derrota per 1-2 contra el Sevilla FC a la Copa del Rei de la temporada.
El 9 de juliol de 2018, González va signar un nou contracte de tres anys. Va debutar a Segona Divisió el 23 de febrer de 2019, jugant 12 minuts en una victòria a casa per 3-2 contra el Gimnàstic de Tarragona.
El 21 de gener de 2020, González va renovar el seu contracte amb els Amarillos fins al 2023, i va acabar la la temporada amb 17 aparicions amb el primer equip, mentre el seu equip va aconseguir l'ascens a La Liga. Ascendit definitivament a la plantilla del primer equip de la 2020-21, va debutar a la primera categoria el 12 de setembre en començar amb una derrota a casa per 0-2 contra el CA Osasuna.
Poc després del seu debut a la primera fila, però, González es va separar de la plantilla del primer equip i no va poder jugar al Cadis. El 12 de gener de 2021 va ser cedit al CD Tenerife de segona divisió fins al final de la campanya.
El 21 de juliol de 2021, González va signar un contracte indefinit de tres anys amb el Tenerife. El 27 de juliol de 2025, després de patir el descens de la segona divisió, va signar un contracte de dos anys amb el Burgos CF, també de segona divisió.